# Kiến Hòa
Kiến Hòa là một tỉnh cũ của Việt Nam Cộng hòa.

## Địa lý
Tỉnh Kiến Hòa có vị trí địa lý:
- Phía bắc giáp tỉnh Định Tường và tỉnh Gò Công
- Phía đông giáp Biển Đông
- Phía nam giáp tỉnh Vĩnh Bình
- Phía tây giáp tỉnh Vĩnh Long.

Tỉnh Kiến Hòa có diện tích 2.085 km², dân số năm 1965 là 547.819 người, năm 1970 là 582.900 người.

## Hành chính
Tỉnh Kiến Hòa có 10 huyện: Trúc Giang (tỉnh lỵ), Ba Tri, Bình Đại, Đôn Nhơn, Giồng Trôm, Hàm Long, Hương Mỹ, Mỏ Cày, Phước Hưng, Thạnh Phú.
| Danh sách đơn vị hành chính thuộc tỉnh Kiến Hòa | Danh sách đơn vị hành chính thuộc tỉnh Kiến Hòa | Danh sách đơn vị hành chính thuộc tỉnh Kiến Hòa | Danh sách đơn vị hành chính thuộc tỉnh Kiến Hòa |
| ----------------------------------------------- | ----------------------------------------------- | ----------------------------------------------- | ----------------------------------------------- |
| Quận                                            | Diện tích (ha)                                  | Dân số (người)                                  | Hành chính                                      |
| Trúc Giang                                      | 19.397,7408                                     | 114.579                                         | 2 tổng, 16 xã                                   |
| Ba Tri                                          | 26.834,2900                                     | 74.372                                          | 3 tổng, 15 xã                                   |
| Bình Đại                                        | 38.678,9810                                     | 58.523                                          | 2 tổng, 13 xã                                   |
| Đôn Nhơn                                        | 11.665,1500                                     | 36.908                                          | 3 tổng, 9 xã                                    |
| Giồng Trôm                                      | 28.169,5434                                     | 73.568                                          | 3 tổng, 18 xã                                   |
| Hàm Long                                        | 12.211,9854                                     | 42.610                                          | 2 tổng, 13 xã                                   |
| Hương Mỹ                                        | 20.365,3900                                     | 53.865                                          | 3 tổng, 12 xã                                   |
| Mỏ Cày                                          | 19.728,7700                                     | 72.662                                          | 2 tổng, 12 xã                                   |
| Phước Hưng                                      |                                                 |                                                 | 9 xã                                            |
| Thạnh Phú                                       | 24.343,6506                                     | 35.932                                          | 1 tổng, 7 xã                                    |

## Lịch sử
Địa bàn tỉnh Kiến Hòa nay là tỉnh Bến Tre (trừ một số vùng đất nhỏ hồi đó thuộc tỉnh Vĩnh Long).
Ngày 22 tháng 10 năm 1956, Tổng thống Ngô Đình Diệm ban hành Sắc lệnh số 143-NV về việc:
- Thành lập tỉnh Kiến Hòa trên cơ sở đổi từ tên tỉnh Bến Tre.
- Thành lập 4 quận mới: Trúc Giang, Hàm Long, Giồng Trôm, Bình Đại.[5]
- Đổi tên tỉnh lỵ Bến Tre thành Trúc Giang (về mặt hành chánh thuộc xã An Hội, quận Trúc Giang).

Tỉnh Kiến Hòa được thành lập trên địa bàn của ba cù lao: cù lao An Hóa, cù lao Bảo, cù lao Minh.
Năm 1957, tỉnh Kiến Hòa có 7 quận: Trúc Giang, Sóc Sãi, Bình Đại, Ba Tri, Giồng Trôm, Mỏ Cày, Thạnh Phú.
Ngày 5 tháng 12 năm 1960, Tổng thống Việt Nam Cộng hòa ban hành Nghị định số 1192-NV về việc thành lập quận Hương Mỹ thuộc tỉnh Kiến Hòa.
Quận Hương Mỹ có 3 tổng: Minh Quới, Minh Huệ, Minh Phú với 12 xã. Quận lỵ đặt tại Cầu Mống.
Ngày 7 tháng 3 năm 1963, Tổng thống Việt Nam Cộng hòa ban hành Nghị định số 209-NV về việc thành lập quận Đôn Nhơn thuộc tỉnh Kiến Hòa.
Quận Đôn Nhơn có 3 tổng: Minh Lý, Minh Thiện, Minh Thuận với 9 xã. Quận lỵ đặt tại Ba Vát.
Sau năm 1965, cấp tổng bị giải thể, các xã trực thuộc quận. Về sau, lại đổi tên quận Sóc Sãi thành quận Hàm Long.
| Quận       | Hành chính |
| Trúc Giang | 2 tổng, 16 xã - Tổng Bảo Hựu có 8 xã: An Hội (tỉnh – quận lỵ), Hữu Định, Phú Hưng, Phú Nhuận, Phước Long, Sơn Phước, Tam Phước, Thạnh Phú Đông - Tổng Bảo An có 8 xã: An Khánh, An Phước, Giao Hòa, Giao Long, Phú An Hòa, Phước Thạnh, Quới Sơn, Tân Thạch                                                     |
| Ba Tri     | 3 tổng, 15 xã - Tổng Bảo có 4 xã: An Đức (quận lỵ), An Bình Tây, An Hiệp, An Ngãi Trung - Tổng Bảo Thuận có 6 xã: Mỹ Chánh Hòa, Mỹ Nhơn, Mỹ Thành, Phú Ngãi, Phước Tuy, Tân Xuân - Tổng Bảo Trị có 5 xã: An Hòa Tây, Bảo Thạnh, Phú Lễ, Tân Thủy, Vĩnh Hòa                                                      |
| Bình Đại   | 2 tổng, 13 xã - Tổng Hòa Thinh có 7 xã: Bình Đại (quận lỵ), Lộc Thuận, Phước Thuận, Tân Phú Trung, Thành Tân, Thới Thuận, Thừa Đức - Tổng Hòa Quới có 6 xã: Châu Hưng, Long Phụng, Long Thạnh, Phú Thuận, Thới Vinh, Vang Quới                                                                                  |
| Đôn Nhơn   | 3 tổng, 9 xã - Tổng Minh Lý có 3 xã: Phú Nhơn, Thạnh Ngãi, Vĩnh Thành - Tổng Minh Thiện có 4 xã: Phước Mỹ, Phước Mỹ Trung, Tân Phú Tây, Vĩnh Hòa - Tổng Minh Thuận có 2 xã: Hưng Khánh Trung, Nhuận Phú Tân |
| Giồng Trôm | 3 tổng, 18 xã - Tổng Bảo Lộc có 5 xã: Bình Hòa (quận lỵ), Bình Thành, Châu Bình, Châu Hòa, Tân Thanh - Tổng Bảo Phước có 4 xã: An Ngãi Tây, Hiệp Hưng, Hưng Phong, Tân Hào, Tân Hưng - Tổng Bảo Thạnh có 9 xã: Long Mỹ, Lương Hòa, Lương Phú, Lương Quới, Mỹ Thạnh, Nhơn Thạnh, Phong Mỹ, Phong Nẫm, Thuận Điền |
| Hàm Long   | 2 tổng, 13 xã - Tổng Bảo Đức có 6 xã: Tiên Thủy (quận lỵ), Phú Đức, Phú Long, Quới Thành, Tân Lợi, Tiên Long - Tổng Bảo Ngãi có 7 xã: An Hiệp, Mỹ Thành, Phú Túc, Sơn Đông, Sơn Hòa, Thành Triệu, Tường Đa |
| Hương Mỹ   | 3 tổng, 12 xã - Tổng Minh Quới có 5 xã: Hương Mỹ (Cầu Mống) (quận lỵ), An Đinh, Bình Khánh, Minh Đức, Tân Trung - Tổng Minh Huệ có 3 xã: An Thới, Cầm Sơn, Ngãi Đăng - Tổng Minh Phú có 4 xã: Đại Điền, Phú Khánh, Quới Điền, Thới Thạnh                                                                        |
| Mỏ Cày     | 2 tổng, 12 xã - Tổng Minh Đạt có 6 xã: Đa Phước Hội (quận lỵ), Định Thủy, Hòa Lộc, Phước Hiệp, Tân Thành Bình, Thạnh Tân - Tổng Minh Đạo có 6 xã: An Thạnh, Khánh Thạnh Tân, Tân Bình, Tân Thạnh Tây, Thành An, Thành Thới                                                                                      |
| Thạnh Phú  | Tổng Minh Trị có 7 xã: Thạnh Phú (quận lỵ), An Nhơn, An Qui, An Thạnh, An Thuận, Giao Thạnh, Thạnh Phong |

| Dân số của các quận thuộc tỉnh Kiến Hòa năm 1967 | Dân số của các quận thuộc tỉnh Kiến Hòa năm 1967 |
| Quận                                             | Dân số (người)                                   |
| ------------------------------------------------ | ------------------------------------------------ |
| Ba Tri                                           | 74.344                                           |
| Bình Đại                                         | 58.525                                           |
| Đôn Nhơn                                         | 30.040                                           |
| Giồng Trôm                                       | 75.968                                           |
| Hàm Long                                         | 41.067                                           |
| Hương Mỹ                                         | 54.470                                           |
| Mỏ Cày                                           | 71.542                                           |
| Thạnh Phú                                        | 35.031                                           |
| Trúc Giang                                       | 96.089                                           |
| Tổng số                                          | 537.076                                          |

Ngày 7 tháng 3 năm 1974, Thủ tướng Việt Nam Cộng hòa Trần Thiện Khiêm ban hành Nghị định số 184-NĐ/NV về việc thành lập thêm quận mới thuộc tỉnh Kiến Hòa là quận Phước Hưng.
Quận Phước Hưng có 9 xã. Quận lỵ đặt tại xã Phước Long.
Cho đến năm 1975, tỉnh Kiến Hòa có 10 quận: Trúc Giang (tỉnh lỵ), Ba Tri, Bình Đại, Đôn Nhơn, Giồng Trôm, Hàm Long, Hương Mỹ, Mỏ Cày, Phước Hưng, Thạnh Phú.
Tuy nhiên, chính quyền Mặt trận Dân tộc Giải phóng Miền Nam Việt Nam và sau này là Chính phủ Cách mạng lâm thời Cộng hòa Miền Nam Việt Nam cùng với Việt Nam Dân chủ Cộng hòa không công nhận tên gọi này mà vẫn gọi theo tên cũ là tỉnh Bến Tre.
Ngày 27 tháng 7 năm 1976, Quốc hội ban hành Nghị quyết về việc đổi tên tỉnh Kiến Hòa thành tỉnh Bến Tre.